# ГЕС Бін-ель-Відан
ГЕС Бін-ель-Відан — гідроелектростанція у центральній частині Марокко, на північному схилі Високого Атласу в уеді Ель-Абід (ліва притока найдовшої річки країни Умм-ер-Рбія), поблизу міста Бін-ель-Відан, за 28 км на південь від міста Бені-Меллаль. Знаходячись перед ГЕС Афурар, становить верхній ступінь гідровузла, створеного з використанням ресурсів зазначеного уеду.
Споруджений на Ель-Абід комплекс мав забезпечити постачання води з уеду для зрошення розташованої північніше рівнини Тадла (Бені-Мусса) з одночасним виробництвом електроенергії. Його верхній ступінь забезпечує накопичення ресурсу з наступним дозованим постачанням у відповідності до потреб іригації. Для цього уед перекрили арковою бетонною греблею висотою 133 м та довжиною по гребеню 312 м, на спорудження якої пішло 290 тис. м³ матеріалу. Вона утримує витягнуте по долині уеду на 15 км сховище з площею поверхні 33,8 км² та об'ємом до 1160 млн м³, рівень води в якому може коливатись між позначками 765 та 810 м НРМ, а глибина сягає 120 м.
Розташований біля греблі машинний зал обладнано трьома турбінами типу Френсіс потужністю по 45 МВт, які при напорі до 88 м забезпечують виробництво 160 млн кВт-год електроенергії на рік.
Відпрацьована вода потрапляє у створений на уеді Ель-Абід компенсаційний резервуар Ait Ouarda з об'ємом 4 млн м³. Його наявність викликана тим, що ГЕС Бін-ель-Відан при роботі пропускає 160 м³/с, тоді як дериваційний тунель до ГЕС Афурар має пропускну здатність лише 43 м³/с.